# Tetmemorus granulatus
Tetmemorus granulatus là một loài Song tinh tảo trong họ Desmidiaceae, thuộc chi Tetmemorus.